# Jonatan Ahlmark
Jonatan Ahlmark, född 26 november 1981 i Karlstad, är en svensk målare, konsthantverkare och arkitekt.
Ahlmark studerade vid Illinois Institute of Technology College of Architecture 2012–13 och vid KTH i Stockholm 2007–14. Han har ställt ut separat på bland annat Café August i Karlstad, Brukshotellet Skoghalls Bruk, Galleri Nils Åberg i Göteborg och Konstfrämjandet i Karlstad. 
Han har tilldelats Dean's List från College of Architecture 2012 och Hammarö kommuns Kulturstipendium 2007.